# Journey to the Centre of the Eye
Journey to the Centre of the Eye (en español: "Viaje al Centro del Ojo") es el primer álbum de estudio y álbum debut de la banda británica-alemana de rock: Nektar. Lanzado a finales de 1971. 
Aunque formalmente dividido en 13 pistas, el álbum entero consta de una única pieza continua de música, con algunos temas musicales que son repetidos durante todo el álbum. Debido a su naturaleza narrativa,  se ha apellidado al mismo una ópera rock y/o álbum de concepto denso. La historia es la de un astronauta que, mientras viaja a Saturno, es abducido por alienígenas que lo llevan a su propia galaxia, donde alcanza el máximo nivel de conocimiento y cordura. Es normalmente interpretado como comentario en la carrera nuclear.

## Lista de canciones
Todas las canciones escritas y compuestas por Nektar. 
| Journey to the Centre of the Eye |                                          |          |  |
| N.º                              | Título                                   | Duración |  |
| 1.                               | «Prelude»                                | 01:25    |  |
| 2.                               | «Astronaut's Nightmare»                  | 06:27    |  |
| 3.                               | «Countenance»                            | 03:33    |  |
| 4.                               | «The Nine Lifeless Daughters of the Sun» | 02:55    |  |
| 5.                               | «Warp Oversight»                         | 04:10    |  |
| 6.                               | «The Dream Nebula I»                     | 02:14    |  |
| 7.                               | «The Dream Nebula II»                    | 02:26    |  |
| 8.                               | «It's All in the Mind»                   | 03:22    |  |
| 9.                               | «Burn Out My Eyes»                       | 07:50    |  |
| 10.                              | «Void of Vision»                         | 02:02    |  |
| 11.                              | «Pupil of the Eye»                       | 02:47    |  |
| 12.                              | «Look Inside Yourself»                   | 00:54    |  |
| 13.                              | «Death of the Mind»                      | 01:57    |  |
| 42:02                            |                                          |          |  |

## Personal
- Roye Albrighton - Guitarras, voces
- Mick Brockett - Liquid lights
- Allan «Taff» Freeman - Mellotron, pianos, órgano, voces
- Ron Howden - batería, percusión
- Derek «Mo» Moore - Mellotron, bajos voces
- Keith Walters - Static Slides

Personal adicional
- Dieter Dierks - Piano adicional

Producción
- Producido por Nektar, Dieter Dierks & Peter Hauke
- Ingeniero: Dieter Dierks

## Recepción
La revisión retrospectiva de Allmusic fue un delirio, admitiendo que «A lo largo de los 13 cortes de Journey, Nektar introduce su propia especie de surrealismo musical, radiante tanto de sus voces como de sus entremezclados y azarosos batería y bajo». Dieron un incalificable elogio tanto a las composiciones como a la actuación de cada uno de los miembros individualmente.